# Soufrière, Guadeloupe
Soufrière är en vulkan i Guadeloupe (Frankrike). Den ligger i den södra delen av Guadeloupe, 8 km nordost om huvudstaden Basse-Terre. Toppen på Soufrière är 1 467 meter över havet. Soufrière ingår i Les Mamelles.
Terrängen runt Soufrière är kuperad västerut, men österut är den bergig. Soufrière är den högsta punkten i trakten. Närmaste större samhälle är Saint-Claude, 4,7 km sydväst om Soufrière. Omgivningarna runt Soufrière är en mosaik av jordbruksmark och naturlig växtlighet.